# Pižma (přítok Vjatky)
Pižma (rusky Пижма) je řeka v Kirovské oblasti s prameny v Nižněnovgorodské oblasti v Rusku. Je dlouhá 305 km. Povodí řeky je 14 660 km².

## Průběh toku
Protéká rovinou ve velmi členitém korytě. Přijímá velké množství přítoků. Ústí zprava do Vjatky (povodí Kamy) nedaleko Sovětsku.

## Vodní režim
Zdrojem vody jsou převážně sněhové srážky. Průměrný roční průtok vody činí přibližně 90 m³/s. Zamrzá v polovině listopadu a rozmrzá ve druhé polovině dubna

## Využití
Je splavná pro vodáky. Vodní doprava je možná do vzdálenosti 144 km od ústí.